# 日本丸級貨客船
日本丸級貨客船（にほんまるきゅうかきゃくせん）とは、かつて東洋汽船が所有していた貨客船のクラスの一つで、日本における最初の本格的な貨客船であり、貨主客従の傾向があった当時の日本の貨客船とは違った趣を持っていた。浅野総一郎率いる東洋汽船は、この日本丸級貨客船をもってサンフランシスコ航路を開設し、航路は日本郵船への継承を経て40年余りにわたって継続、日本の海運業界における花形航路の一つとして発展した。後年は大阪商船と海外業者の手に渡り、大阪商船に継承されたうちの一隻は太平洋戦争で戦没して、半世紀近い生涯に幕を閉じた。
本項では、主に建造までの背景や特徴などについて説明する。

## 建造までの背景
これまで上海などの近距離の海外都市との間に航路を開設していた日本の海運業者が、比較的遠方の海外都市に定期航路を開いたのは1893年（明治26年）のことで、日本郵船がボンベイ航路を開設したのが最初である。日清戦争後に航海奨励法と造船奨励法が施行されると、日本郵船が他社に先んじて欧州航路、シアトル航路および豪州航路を相次いで開設していった。こうした日本郵船の動きに対抗心を燃やしていたのが浅野で、従来から持っていた小規模海運業者を主体とする浅野廻漕店を解散して、海外への雄飛を企図した東洋汽船を設立した。
東洋汽船設立後、浅野はただちにアメリカとヨーロッパに赴き、アメリカではサザン・パシフィック鉄道社長立会いの下、パシフィック・メイル社（PM社）およびオリエンタル・アンド・オクシデンタル社（Oriental and Occidental）との提携を申し入れ、サンフランシスコと香港間の航路を、パシフィック・メイルおよびオリエンタル・アンド・オクシデンタルの船舶6隻、東洋汽船の船舶3隻で共同運航するという形で設立する契約を取り付けた。浅野は次にイギリスにわたり、複数の造船所に新造船の概要を提示して、そのうちサー・ジェームズ・レイング社（Sir James Laing & Sons Co.）とスワン・ハンター社が浅野のオファーに応じ、1897年（明治30年）にレイング社が2隻、スワン・ハンター社が1隻建造するという内容で建造契約を取り付けた。これが日本丸級貨客船である。船価は96万円から120万円で提示されていたが、最終的には98万円、日本への回航費を含めると120万円に達した。1994年ごろの価格に換算すると全船価48億円、トン当たり80万円程度となるが、その当時のクルーズ客船の船価も60万円から80万円であまり差はない。
なお、建造所のうちサー・ジェームズ・レイング社は、浅野が石油事業で懇意にしていたサミュエル商会と縁が深かった。

## 一覧
| 船名       | 建造所                       | 竣工         | 出典   |
| ---------- | ---------------------------- | ------------ | ------ |
| 日本丸     | サー・ジェームズ・レイング社 | 1898年9月8日 | [ 9 ]  |
| 亜米利加丸 | スワン・ハンター社           | 1898年9月    | [ 9 ]  |
| 香港丸     | サー・ジェームズ・レイング社 | 1899年       | [ 10 ] |

## 特徴
日本丸級貨客船就航当時の、日本郵船や大阪商船などの貨客船は総じて黒塗りで地味な印象を与えていたのに対し、日本丸級貨客船はクリッパー型船首を持ち、橙色に塗装された3本の檣楼と2本の煙突、雪白色に塗られた船体で、とにかく異彩を放つものであった。船の性能自体はPM社の「チャイナ」に準じ、船型そのものはPM社および東洋汽船のライバルとなるカナダ太平洋汽船の「エンプレス・オブ・インディア」に酷似していた。造船関係海外コンサルタントの三浦昭男は、コピーではなく浅野が「エンプレス・オブ・インディア」をはじめとする、いわゆる「エンプレス船隊」が印象に残っていたから「エンプレス・オブ・インディア」に似た船型となったとしている。ただし、垂線間長と幅の比率は「エンプレス・オブ・インディア」より小さくバランスが良くなっている。また、3本の檣楼のうち1本は就役後撤去された。
その他特徴に関しては資料が乏しいが、当時の新聞記事によれば全二重底を持ち、客室は特別上等室、特別婦人室、談話室が各1室、上等客室が42室、中等客室が6室、下等室は1000名の収容が可能で貴重品貯蔵室と冷却室も装備されていたという。船客定員は一等106名、二等14名、三等383名で、三等定員は「チャイナ」や「エンプレス・オブ・インディア」より大幅に数を減らしている。

## 就役
日本丸級貨客船3隻は1898年（明治31年）11月から1899年（明治32年）1月にかけて相次いで日本に回航され、第一船の「日本丸」は明治31年12月15日に香港を出帆し、履門、上海、長崎、神戸、横浜およびホノルルを経由し、明治32年1月14日にサンフランシスコに到着、サンフランシスコ航路の第一歩を記した。第2船「亜米利加丸」は明治32年1月15日、第3船「香港丸」は2月8日に、いずれも香港から処女航海の途に就いた。もっとも、初期の経営はノウハウが未成熟だった事もあってパシフィック・メイル社に全面委託していたが、それがために日本人船客の不興を買うこともしばしばであった。一例としては、アメリカ向け航海での食堂メニューが「ホームワード」とされ、日本および香港向け航海でのメニューが「アウトワード」とされていた。また、サンフランシスコ航路に関わる当時の情勢として、ハワイ併合とそれに伴う移民や貨物の輸送制限がホノルルとサンフランシスコ間の航海で適用されたが、これらの負の要素にもかかわらず業績は上向きに推移した。当時、サンフランシスコ航路を利用した船客の中には、孫文や野口英世といった顔も見られた。
1904年（明治37年）から1905年（明治38年）にかけての日露戦争では3隻すべてが仮装巡洋艦となり、明治37年5月に陸軍部隊が遼東半島に上陸開始した際には艦砲射撃を行った。しかし、この日露戦争の前後からサンフランシスコ航路の情勢は大きく変化していった。1906年（明治39年）に東洋汽船の提携先の一つであるオリエンタル・アンド・オクシデンタル社が運航を停止。もう一つの提携先であるパシフィック・メイル社と、後発組の、ジェームズ・ジェローム・ヒル率いるグレート・ノーザン汽船会社は、ともに1万トンを越える大型船の建造に乗り出す。大型船の威力は凄まじく、「亜米利加丸」はホノルルですでに確保していた船客40名にキャンセルされたほどであった。これらの情報をすでにつかんで大型船建造の決議をしていた東洋汽船ではあったが、日露戦争の行く末がある程度つかめるようになるまで計画は実行に移されなかった。そんな中、浅野はパシフィック・メイル社社長エドワード・ヘンリー・ハリマンから、「日本丸級貨客船程度の船舶では太刀打ちできないだろうから、日本丸級貨客船をパシフィック・メイル社に売り渡すか、パシフィック・メイル社の持ち船全てを購入するか」という内容の交渉を持ちかけられた。浅野はハリマンからの話をとりあえずはやり過ごしたが、間もなく日本で最初の1万トンを越える大型船の嚆矢である天洋丸級貨客船3隻の建造を決心し、就航させることとなった。
これより先、日本丸級貨客船は1909年（明治40年）から南米西岸航路に就航し、天洋丸級貨客船3隻が出そろったのと相前後して「亜米利加丸」が1911年（明治44年）に、「香港丸」が1914年（大正3年）にそれぞれ大阪商船に売却された。「日本丸」は東洋汽船に残ったが、第一次世界大戦後の船腹過剰により1919年（大正8年）にチリの業者に売却され、「レナイコ」 (Renaico) と改名の上浮き倉庫として1929年まで使用されていたが、以降の消息は不明である。「亜米利加丸」と「香港丸」は台湾航路と大連航路に使用されたが、「香港丸」は船舶改善助成施設の解体見合い船として1935年（昭和10年）に解体され、「亜米利加丸」は1938年（昭和13年）から日本陸軍の病院船、1944年（昭和19年）1月12日からは日本海軍の一般徴傭船となったものの、それから間もない3月6日にアメリカ潜水艦「ノーチラス」 (USS Nautilus, SS-168) の雷撃で沈没した。

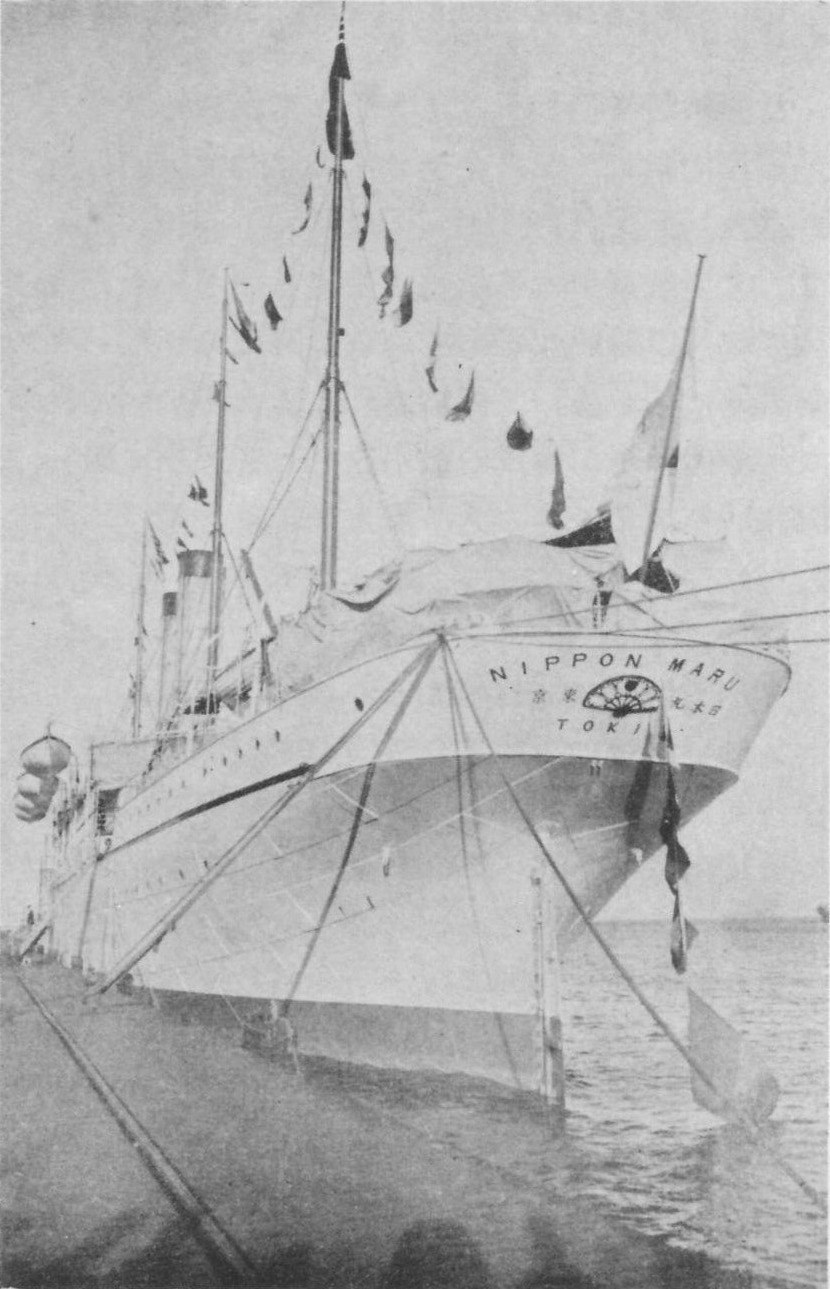
船尾から見た日本丸。3本の檣楼を持っていたころの姿。
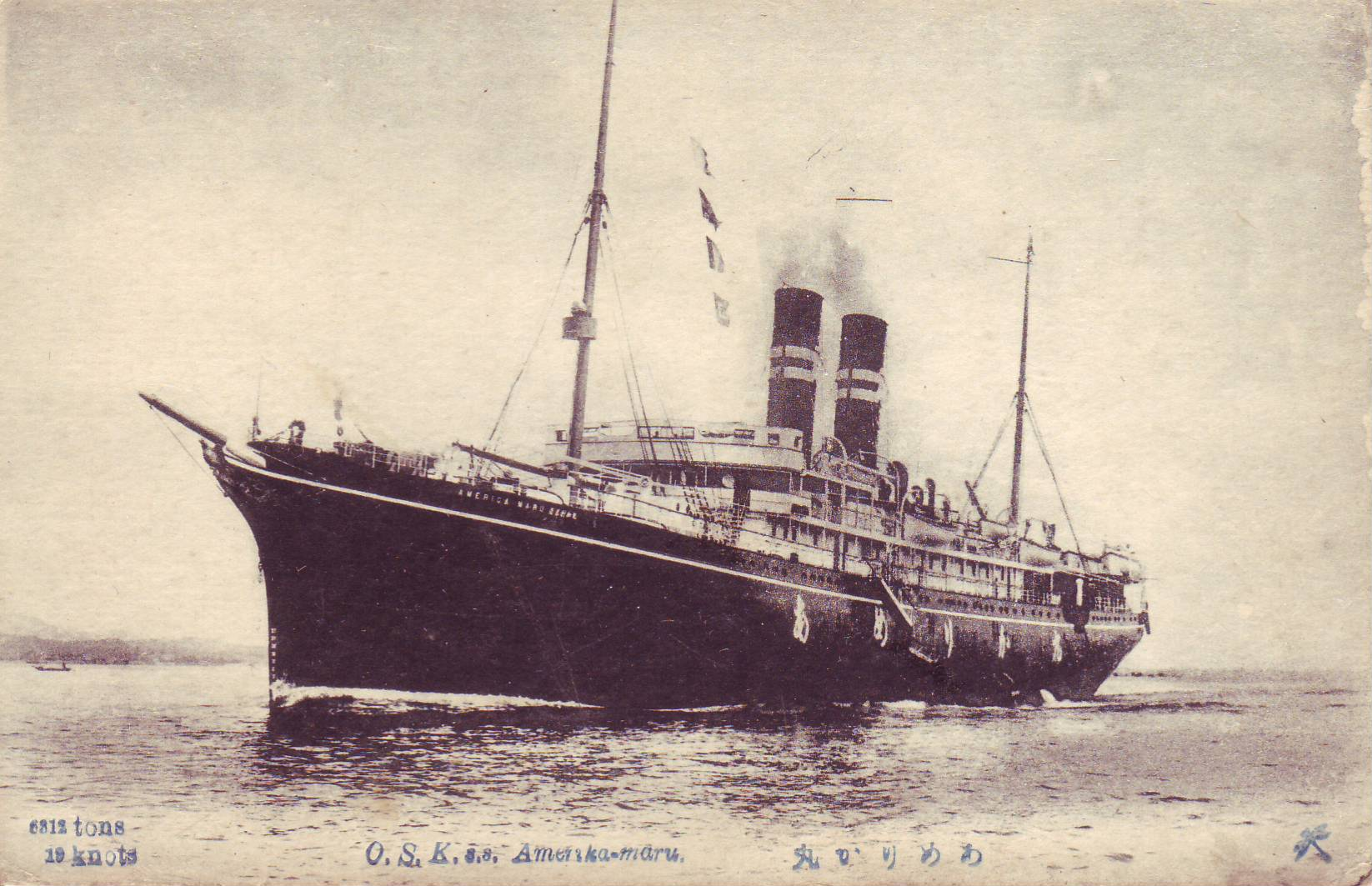
大阪商船に移籍後の亜米利加丸の絵葉書。

## 要目一覧
| 船名       | 総トン数/（載貨重量トン数） | 全長/垂線間長            | 型幅    | 型深   | 主機/馬力（最大）                   | 最大速力    | 旅客定員                           | 備考・出典   |
| ---------- | --------------------------- | ------------------------ | ------- | ------ | ----------------------------------- | ----------- | ---------------------------------- | ------------ |
| 日本丸     | 6,307 トン                  | 131.4 m Loa 129.0 m Lpp  | 15.60 m | 9.00 m | 三連成汽機2基2軸 8,500 馬力         | 18.0 ノット | 一等：106名 二等：14名 三等：383名 | [ 9 ] [ 24 ] |
| 亜米利加丸 | 6,069 トン （5,934トン）    | 131.4 m Loa 125.58 m Lpp | 15.39 m | 9.91 m | 三連成汽機2基2軸 9,299 馬力（最大） | 18.0 ノット | 一等：30名 二等：86名 三等:502名   | 1942年当時   |
| 香港丸     | 6,364 トン                  | 131.4 m Loa 129.0 m Lpp  | 15.60 m | 9.00 m | 三連成汽機2基2軸 8,100 馬力         | 18.0 ノット | 一等：106名 二等：14名 三等：384名 | [ 10 ]       |